# Зарудье (Кролевецкий район)
Зарудье (укр. Заруддя) — село, Каменский сельский совет, Кролевецкий район, Сумская область, Украина.
Код КОАТУУ — 5922684402. Население по переписи 2001 года составляло 8 человек .

## Географическое положение
Село Зарудье находится на берегу реки Локня, выше по течению на расстоянии в 2,5 км расположено село Локня, ниже по течению на расстоянии в 1,5 км расположено село Морозовка. Река в этом месте пересыхает. К селу примыкает несколько лесных массивов (дуб). Рядом проходит автомобильная дорога Т-1911.